# Karabinek sportowy

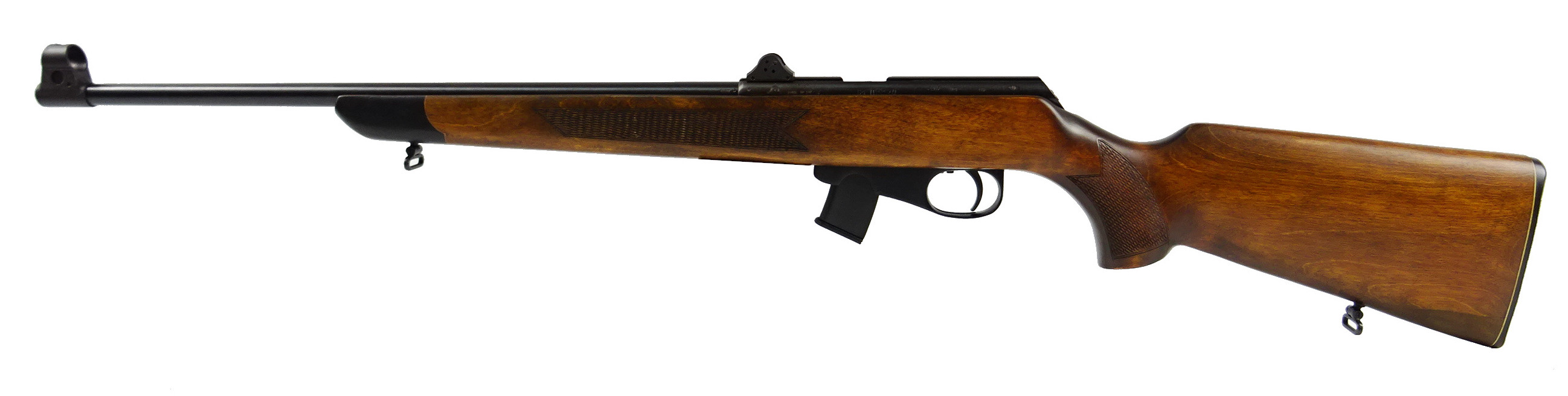
Karabinek sportowy TOZ-78

Karabinek sportowy  (kbks) – karabinek zasilany małokalibrową amunicją bocznego zapłonu, najczęściej .22 LR (5,6 × 15 mm R). Przeznaczony do celów treningowych, sportowych i rekreacyjnych. 
Karabinek sportowy zazwyczaj jest bronią jednostrzałową lub powtarzalną (rzadziej samopowtarzalną). Niektóre z kbks-ów przeznaczone są do szkolenia żołnierzy, dlatego ich budowa może być zbliżona do broni bojowej (ich zaletą w takim wypadku jest redukcja kosztów szkolenia strzeleckiego). Za przykład może posłużyć polski kbks wz. 48 odpowiadający budową karabinkowi Mosin wz. 44.